# Nancy-Ann DeParle
Nancy-Ann Min DeParle (Cleveland, 17 dicembre 1956) è una politica e avvocato statunitense, di origini cinesi. È stata Vice-Capo di gabinetto della Casa Bianca da 27 gennaio 2011 al 25 gennaio 2013.
È stata consigliera politica del Presidente Barack Obama, ricoprendo in precedenza il ruolo di Direttrice dell'Ufficio per la Riforma Sanitaria (abolito poi subito dopo il suo mandato), seguendo cioè gli affari riguardanti questioni sanitarie e trovandosi quindi a collaborare frequentemente con l'ex Segretario della salute e dei servizi umani Kathleen Sebelius.
Dal 1997 al 2000 ha diretto l'Health Care Financing Administration, occupandosi dei programmi Medicare e Medicaid durante l'amministrazione Clinton. Ha lavorato inoltre per l'"Ufficio per il Management e il Budget".
La DeParle è sposata con Jason DeParle, un reporter del New York Times e ha due figli.